# مناظره بین گوسفند و غله
مناظره بین گوسفند و غله یکی از اساطیر آفرینش سومری است.

## ژانر
مناظرات رسمی، در دربار پادشاهان سلسله سوم اوریم، سرگرمی رایجی بود. اسنادی به دست آمده که نشان می‌دهد به بازیگران مبلغی پرداخت می‌شده است. معمولا مناظره بین دو پدیده طبیعی، حیوان و یا شی انجام می‌شده که در زندگی انسان نقش مهمی دارند: زمستان و تابستان؛ پرنده و ماهی؛ گوسفند و غله؛ درخت و نِی؛ نخل خرما و درخت گز؛ کج‌بیل و خیش؛ نقره و مس. در مناظره، به مرور مناقشه بالا می‌گیرد. هر یک از شرکت‌کنندگان سعی می‌کند حضار را به اهمیت بیشتر خود برای انسان آگاه کند. در پایان، معمولا یک خدا و یا پادشاه برنده را اعلام می‌کند.
این ژانر علاوه بر دربار، در دوره بابلی باستان در مدرسه‌های کاتبی نیز رایج بود.

## خلاصه
مناظره بین گوسفند و غله با اسطوره آفرینش آغاز می‌شود (سطرهای ۱ تا ۴۲). جهانِ پیش از گوسفند و غله به تصویر کشیده می‌شود که در آن، خدایان در «تپه مقدس» زندگی می‌کنند. این تپه، مکانی اسطوره‌ای است که در آن هنوز آسمان و زمین  از یکدیگر جدا نشده‌اند. ظاهرا، انسان در پای این تپه ساکن است و خدایان نهایتا به آنها گوسفند و غله را می‌بخشند. تجسم شخصیت گوسفند و غله پس از نوشیدن شراب و آبجو به مشاجره می‌پردازند. گوسفند برای گوشت، شیر، پشم و دل‌وروده‌اش مفید است و می‌توان از پوستش، مَشک چرمی و صندل ساخت. از غله، نان به دست می‌آید و برای تهیه آبجو به کار می‌رود و نیز خوراک گوسفند است.
در پایان انکی به انلیل توصیه می‌کند که غله برنده اعلام شود.

## متن
جهانی تصویر می‌شود که خدایان آنوناکی و انسان در آن حضور دارند. انسان‌ها بدون پوشش هستند و به جای نان، علف می‌خورند. در این متن، پس از مقدمهٔ کیهانی طولانی، سخن از جشنی است که احتمالا در زمان برداشت انجام می‌شده است. برای تهیه متن، از ۳۹ نسخه منتشر شده استفاده شده است.

## تفسیر
این دسته از اساطیر معمولا رویکرد سومریان به محیط را به خوبی نشان می‌دهند. با این حال، در واقع برآوردهای انسانی هستند. ظاهرا در مناظره بین گوسفند و غله، غله مفیدتر برای انسان تشخیص داده می‌شود (اشاره به این موضوع که انسان بدون حیوانات خانگی قادر به زندگی است اما نه بدون نان). در واقعیت، توازن استدلال هر دو طرف برابر است.